# Queen of Love
『Queen of Love』（クィーン・オブ・ラブ）は、Winkの6枚目のオリジナル・アルバム。1991年7月10日にポリスターより発売された。

## 概要
夏をイメージして制作されたアルバムで、ヒットシングル「きっと熱いくちびる 〜リメイン〜」と、「真夏のトレモロ」のアルバム・ヴァージョンのほか、ビーチ・ボーイズが1964年に発表した「Fun Fun Fun」、ベット・ミドラーの1990年リリースのアルバム『Some People's Lives』収録曲「Night And Day」のカバーなどを収録。西洋の高貴な夏の雰囲気を持つ作品となっている。
規格品番はそれぞれ、1991年7月10日リリース - CD:PSCR-1025、カセット:PSTR-1025。2013年12月18日リリース・タワーレコード限定盤 - Blu-spec CD:XQJX-1045。2018年8月22日リリース - UHQCD:PSCR-6263。
2018年8月22日には、レコチョク、およびe-onkyo music（オンキヨー）、mora（レーベルゲート）などの音楽配信サイトでハイレゾ版（96kHz/24bit）を含むダウンロードアルバムの配信が開始された。
2018年復刻盤（CD:PSCR-6263、及び上記のダウンロード版）に収録された「真夏のトレモロ」は、鈴木早智子と相田翔子のソロパートが入れ替わったテイクである。購入者からの問い合わせに対するポリスターの回答によれば、「今作はオリジナル・マスターテープよりマスタリングを施しており、歌のパートが従来のものとは逆になっている事は承知しております。従いまして、理由等はございません。」とされている。

## 収録曲
| 全編曲: 門倉聡。 |                                                                      |                               |                               |       |
| #                | タイトル                                                             | 作詞                          | 作曲                          | 時間  |
| 1.               | 「真夏のトレモロ (Album Version)」                                   | 及川眠子                      | 工藤崇                        | 4:41  |
| 2.               | 「想い出にGood Luck」                                                | 及川眠子                      | 大場克樹                      | 4:10  |
| 3.               | 「Mysterious 〜真夏の夜の夢〜」(日本語詞: 江崎ひろ子 / 相田翔子ソロ) | Roxanne Seeman・Joe Curiale   | Roxanne Seeman・Joe Curiale   | 4:14  |
| 4.               | 「一年前の恋人」(鈴木早智子ソロ)                                     | 竜真知子                      | 来生たかお                    | 4:49  |
| 5.               | 「Fun Fun Fun」(日本語詞: 及川眠子)                                  | Brian Wilson・Mike Love       | Brian Wilson・Mike Love       | 3:34  |
| 6.               | 「泡になる 〜Endless Summer〜」                                      | 芹沢類                        | 広谷順子                      | 5:24  |
| 7.               | 「シエスタ」(鈴木早智子ソロ)                                         | 芹沢類                        | 尾関昌也                      | 4:36  |
| 8.               | 「きっと熱いくちびる 〜リメイン〜」                                  | 及川眠子                      | 関根安里                      | 4:39  |
| 9.               | 「夜の月、昼の月」(日本語詞: 森本抄夜子 / 相田翔子ソロ)              | Billie Hughes・Roxanne Seeman | Billie Hughes・Roxanne Seeman | 5:01  |
| 10.              | 「Mighty Mighty Love」(日本語詞: 森本抄夜子)                         | Rock Evans                    | Rock Evans                    | 4:43  |
| 合計時間:        | 合計時間:                                                            | 合計時間:                     | 合計時間:                     | 45:51 |

| 全編曲: 門倉聡。 |                                                                      |                               |                               |       |
| #                | タイトル                                                             | 作詞                          | 作曲                          | 時間  |
| 1.               | 「真夏のトレモロ (Album Version)」                                   | 及川眠子                      | 工藤崇                        | 4:41  |
| 2.               | 「想い出にGood Luck」                                                | 及川眠子                      | 大場克樹                      | 4:10  |
| 3.               | 「Mysterious 〜真夏の夜の夢〜」(日本語詞: 江崎ひろ子 / 相田翔子ソロ) | Roxanne Seeman・Joe Curiale   | Roxanne Seeman・Joe Curiale   | 4:14  |
| 4.               | 「一年前の恋人」(鈴木早智子ソロ)                                     | 竜真知子                      | 来生たかお                    | 4:49  |
| 5.               | 「Fun Fun Fun」(日本語詞: 及川眠子)                                  | Brian Wilson・Mike Love       | Brian Wilson・Mike Love       | 3:34  |
| 6.               | 「泡になる 〜Endless Summer〜」                                      | 芹沢類                        | 広谷順子                      | 5:24  |
| 7.               | 「シエスタ」(鈴木早智子ソロ)                                         | 芹沢類                        | 尾関昌也                      | 4:36  |
| 8.               | 「きっと熱いくちびる 〜リメイン〜」                                  | 及川眠子                      | 関根安里                      | 4:39  |
| 9.               | 「夜の月、昼の月」(日本語詞: 森本抄夜子 / 相田翔子ソロ)              | Billie Hughes・Roxanne Seeman | Billie Hughes・Roxanne Seeman | 5:01  |
| 10.              | 「Mighty Mighty Love」(日本語詞: 森本抄夜子)                         | Rock Evans                    | Rock Evans                    | 4:43  |
| 11.              | 「Shake it」(ボーナス・トラック)                                     | 三浦徳子                      | KE-Y                          | 4:43  |
| 12.              | 「奇跡のモニュメント」(ボーナス・トラック)                           | 及川眠子                      | 尾関昌也                      | 4:43  |
| 合計時間:        | 合計時間:                                                            | 合計時間:                     | 合計時間:                     | 55:17 |

### 曲解説
1. 真夏のトレモロ (Album Version)
  - 11枚目のシングル表題曲。イントロとアウトロに、虫の音や男性コーラス、打ち込みによるラテンパーカッションの音などが追加されたアルバムバージョン。
2. 想い出にGood Luck
3. Mysterious 〜真夏の夜の夢〜
  - 相田翔子ソロ。
4. 一年前の恋人
  - 鈴木早智子ソロ。
5. Fun Fun Fun
  - ザ・ビーチ・ボーイズの同曲名のカバー。
6. 泡になる 〜Endless Summer〜
7. シエスタ
  - 鈴木早智子ソロ。
8. きっと熱いくちびる 〜リメイン〜
  - 10枚目のシングル表題曲。
9. 夜の月、昼の月
  - 相田翔子ソロ。ベット・ミドラー「Night And Day」のカバー。
10. Mighty Mighty Love
  - ゼーガーとエバンズ「西暦2525年」のカバー。歌詞の内容は原曲とは全く異なる。

2018年盤（ボーナス・トラック）
1. Shake it
2. 奇跡のモニュメント